# Тапір
Тапір (Tapirus) — рід травоїдних тварин родини Tapiridae з ряду непарнокопитних. Трохи нагадують на вигляд свиню, але мають короткий, пристосований для хапання хобот. Чотири види сучасних тапірів мешкають в Південній та Центральній Америці, й один вид — у Південно-Східній Азії.

## Зовнішність
Розміри тапірів відрізняються від виду до виду, але як правило, довжина тапіра — близько двох метрів, висота в холці — близько метра, вага від 150 до 300 кг. Тривалість життя на волі становить близько 30 років, дитинча народжується завжди одне, вагітність триває близько 13 місяців. Новонароджені тапіри мають захисне забарвлення, що складається з плям і смуг, і хоча це забарвлення здається однаковим, все ж у різних видів є деякі відмінності. Передні ноги у тапірів чотирипалі, а задні трипалі, на пальцях невеликі копитця, що допомагають пересуватися по багнистій і м'якій землі.

## Поведінка
Тапіри — лісові тварини, що люблять воду. Хоча вони часто живуть у лісах на суші, тапіри, мешкають поблизу річок і озер[прояснити], проводять багато часу у воді і під водою, харчуючись м'якими водоростями і ховаючись від хижаків. Бразильський тапір часто опускається на дно річки і потім харчується, рухаючись по її руслу. У лісах тапіри харчуються фруктами, листям і ягодами.
Три види тапірів, що мешкають на рівнинах, як правило, ведуть нічний або сутінковий спосіб життя. Менший гірський андський тапір веде в основному денний спосіб життя, але всі чотири види через полювання відходять у менш доступні області проживання та переходом до більш нічного способу життя. Вельми полюбляють купатися.

## Генеза
Перші тапірові — Heptodon — з'явилися на початку еоцену Вони були вельми схожі на сучасні форми, але були приблизно в половину менші за розміром, і не мали хоботка. Перші справжні тапіри з'явилися в олігоцені. За міоцену такі роди, як Miotapirus майже не відрізнялися від сучасних видів. Азійські і американські тапіри, як вважають, розділилися приблизно в період від 20-ти до 30-ти мільйонів років тому. З Північної Америки до Південної тапіри мігрували близько 3 мільйонів років тому, як частина Великого американського обміну.Протягом більшої частини своєї історії тапіри були поширені по всій Північній півкулі, де вони вимерли 8000 років до н.е. Tapirus merriami, Tapirus veroensis, Tapirus copei і Tapirus californicus вимерли в плейстоцені в Північній Америці. Велетенський тапір Megatapirus дожив до близько 2000 до н.е. в Китаї.
Припускають що тапірові, можливо, походять від палеотерієвих Hyracotherium

## Генетика
Сьогоденні види тапірів мають наступну кількість хромосомних пар:
| Tapirus indicus    | 2n = 52 |
| Tapirus pinchaque  | 2n = 76 |
| Tapirus bairdii    | 2n = 80 |
| Tapirus terrestris | 2n = 80 |

## Класифікація
До роду Tapirus відносять:
- Tapirus terrestris
- Tapirus pinchaque
- Tapirus bairdii
- Tapirus indicus
- † Tapirus johnsoni
- † Tapirus merriami
- † Tapirus mesopotamicus
- † Tapirus polkensis
- † Tapirus sanyuanensis
- † Tapirus simpsoni
- † Tapirus sinensis
- † Tapirus webbi

Підрід † Helicotapirus
- † Tapirus haysii
- † Tapirus lundeliusi
- † Tapirus veroensis

Підрід † Megatapirus
- † Tapirus augustus

Підрід † Tapiralum
- † Tapirus greslebini